# Inose Kosuke
Inose Kosuke (sinh ngày 25 tháng 12 năm 2000) là một cầu thủ bóng đá người Nhật Bản.

## Sự nghiệp câu lạc bộ
Inose Kosuke hiện đang chơi cho FC Ryukyu.